# Клаус фон Рантцау
Клаус фон Рантцау (на немски: Claus von Rantzau; † 1542) е благородник от Рантцау в Шлезвиг-Холщайн и Дания, господар в Ашеберг (1502) в Шлезвиг-Холщайн.
Той е син на Йоахим фон Рантцау († 1500 в Хемингщед) и съпругата му Анна Ратлоу, дъщеря на Елер фон Ратлоу († сл. 1430). Внук е на Клаус Рантцау († ок. 1473) и Абел Марквардсдатер Сваве (* 1420).

## Фамилия
Клаус фон Рантцау се жени за Катарина фон Бухвалд († сл. 1542), сестра на Марквард фон Бухвалд († 1545), дъщеря на Дитлев фон Бухвалд († 1500), господар в Кнооп, Зирхаген, Фалдт и Дитмарксен, и съпругата му Катрина. Те имат дъщеря:
- Маргарета Клаусдатер фон Рантцау (* ок. 1485), омъжена за Йорген Хенекесен фон дер Виш (1482 – 1572), господар на Дениш Нинхоф, амтман на Зегесберг, син на Хенеке фон дер Виш († 1500) и Салома фон Алефелдт († сл. 1517)